# Richard Saunders Dundas
Richard Saunders Dundas, född 11 april 1802, död 3 juni 1861, var en brittisk sjöofficer, son till Robert Dundas, 2:e viscount Melville. 
Dundas blev amiralietslord och konteramiral 1853, samt viceamiral 1858. I april 1855 övertog Dundas efter Napier befälet över brittiska Östersjöflottan, med vilken han i förening med franska flottan 9-11 augusti 1855 bombarderade Sveaborg, varvid varven förstördes men fästningen förblev ointagen.
Dundas var chef för Storbritanniens örlogsflotta (First Sea Lord) mellan 1857 och 1858 samt mellan 1859 och 1861.